# Thouaré-sur-Loire
Thouaré-sur-Loire är en kommun i departementet Loire-Atlantique i regionen Pays de la Loire i nordvästra Frankrike. Kommunen ligger i kantonen Carquefou som tillhör arrondissementet Nantes. År 2022 hade Thouaré-sur-Loire 10 956 invånare.

## Befolkningsutveckling
Antalet invånare i kommunen Thouaré-sur-Loire
| Referens: INSEE |